# Gabrielle Scharnitzky
Gabrielle Scharnitzky (Amberg, 8 settembre 1956) è un'attrice tedesca.

## Biografia
Gabrielle Scharintzky è nata a Amberg, dove è cresciuta. Dopo aver frequentato la Dr.-Johanna-Decker-Realschule, ha lavorato per una agenzia di viaggi Amberger. Poi ha lasciato la città per stabilirsi a Berlino dove ha iniziato la carriera di attrice. Ha lavorato anche a New York nel 1996. Ha lavorato sia in teatro che per la televisione e il cinema. Ha lavorato anche con molti registi italiani, il più famoso film italiano che ha girato è il film Anime veloci. Ha recitato dal 2005 al 2007 in Verliebt in Berlin, dove interpretava Sophie von Brahmberg. Dal 2009 al 2010 ha recitato nella soap Tempesta d'amore.

## Filmografia parziale

### Cinema
- Target - Scuola omicidi, regia di Arthur Penn (1985)
- Mesmer, regia di Roger Spottiswoode (1994)
- Ragazze interrotte (Girl, Interrupted), regia di James Mangold (2000)
- Mia moglie, i miei amici più io (Meine Frau, meine Freunde und ich), regia di Detlef Bothe (2004)
- Anime veloci, regia di Pasquale Marrazzo (2006)
- Un matrimonio da favola, regia di Carlo Vanzina (2014)

### Televisione
- Polizeiruf 110 – serie TV, episodio 30x07 (2001)
- Nur mein Sohn war Zeuge, regia di Jakob Schäuffelen – film TV (2001)
- Verliebt in Berlin – serial TV, 39 puntate (2005-2007)
- Un caso per due (Tödliche Besessenheit) – serie TV, episodio 27x07 (2007)
- Bonekickers - I segreti del tempo (Bonekickers) – serie TV, episodio 1x05 (2008)
- Il commissario Voss (Der Alte) – serie TV, episodio 34x03 (2009)
- Tempesta d'amore (Sturm der Liebe) – serial TV, 190 puntate (2009-2010)
- Squadra Speciale Stoccarda (SOKO Stuttgart) – serie TV, episodi 3x05-12x03 (2011-2020)
- Heiter bis tödlich: Akte Ex – serie TV, episodio 1x03 (2012)
- Ein starkes Team – serie TV, episodio 1x61 (2015)
- Wolfenstein: The Old Blood – videogioco (2015) - voce
- Aenne Burda - La donna del miracolo economico (Aenne Burda: Die Wirtschaftswunderfrau), regia di Francis Meletzky – miniserie TV (2018)
- Treadstone – serie TV, 7 episodi (2019)
- Diavoli (Devils) – serie TV, episodi 1x04-1x10 (2020)
- SOKO Potsdam – serie TV, episodio 5x09 (2022)
- Shantaram – serie TV, 12 episodi (2022)
- Love Addicts – serie TV, episodio 1x06 (2022)
- Those About to Die, regia di Roland Emmerich e Marco Kreuzpaintner – miniserie TV (2024)

## Doppiatrici italiane
Nelle versioni in italiano delle opere in cui ha recitato, Gabrielle Scharnitzky è stata doppiata da:
- Cristina Giolitti in Tempesta d'amore
- Stefania Romagnoli in Treadstone
- Anna Cugini in Shantaram
- Stefanella Marrama in Those About to Die